# NGC 2175S
NGC 2175S est un très jeune amas ouvert, situé dans la constellation d'Orion. Cet amas est voisin de la nébuleuse NGC 2174
NGC 2175S est à environ 1 627 pc (∼5 310 al) du système solaire et les dernières estimations donnent un âge de 9,0 millions d'années. La taille apparente de l'amas est de 5 minutes d'arc, ce qui, compte tenu de la distance, donne une taille réelle maximale d'environ 7,7 années-lumière.